# Panthera leo melanochaita
O leão-do-cabo (panthera leo melanochaita) foi uma população de leão do sul e leste africano que habitava o sul da África do Sul, mais especificamente as províncias de Cabo e Natal. Foi extinto em meados do século XIX. Estudos recentes afirmam que o leão-do-cabo era apenas uma população pertencente à subespécie Panthera leo krugeri e não uma subespécie separada como anteriormente havia se pensado.
Desde 2017, devido às grandes semelhanças genéticas e morfológicas, o leão-do-cabo, o leão-do-sudoeste africano e o leão sul-africano passaram a ser todas designadas como Panthera leo melanochaita.

## Características
O leão do cabo foi descrito como sendo muito grande, com orelhas de bordas pretas e uma grande juba preta estendendo-se além dos ombros e sob a barriga. Crânios de dois exemplares do museu britânico de história natural recuperados na bacia do rio Orange eram mais curtos na região occipital do que outros leões da África do sul e com tendência a desenvolver um segundo pré-molar.

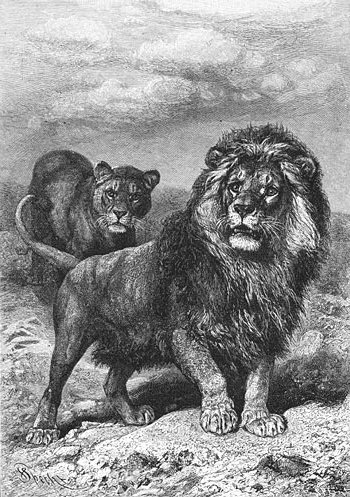
Representação artística de dois leões do cabo publicado em 1927.

Um zoólogo americano descreveu o crânio do leão do cabo como sendo maior que o dos leões equatoriais em pelo menos 25 mm em média, apesar de comparativamente mais estreito. Ele considerou que o leão do cabo era ''distintivamente'' maior que o leão asiático ou outros leões da África. Espécimes de 272 kg foram relatados ao sul do rio Vaal.
O resultado de um estudo de longo prazo indica que a cor das jubas dos leões é influenciada por varáveis climáticas e varia entres os indivíduos. Jubas mais escuras e mais longas são comuns em estações frias. 

## Extinção
A partir de meados do século XVII, chegaram os primeiros colonos na África do Sul, vindo de países como Holanda, França, Alemanha, Escócia e Dinamarca. Nesta época os leões atacavam praticamente qualquer coisa, fosse uma zebra, um antílope ou mesmo uma foca descansando na praia. Junto com os colonizadores vieram os animais domésticos, que, em relação a suas presas tradicionais, eram mais fáceis de serem abatidas.
Os relatos da época falam muito de ataques de grandes leões contra os assentamentos boeres.
Jan van Riebeeck, fundador da Cidade do Cabo em 1652, teve de construir o Castelo da Boa Esperança precisamente para evitar seus ataques. A partir de 1666, a primitiva estrutura de madeira começou a ser substituída por outra de pedra que tornasse a sua defesa mais eficaz.
A caça, tanto por desporto como para proteger as propriedades e rebanhos dos colonizadores, foi reduzindo aos poucos a distribuição desta população. O último leão da província do Cabo foi abatido em 1858, e em 1865 o general Bisset matou o último indivíduo desta subespécie em Natal. Alguns museus europeus hoje em dia ainda possuem exemplares dessa população embalsamados.

## Remanescentes
Durante 30 anos o sul-africano John Spence buscou possíveis descendentes de leões-do-cabo, que teriam sido levados à Europa e mantidos em cativeiro antes de serem extintos na natureza. Finalmente, em 2001 acreditou ter encontrado uma pequena família de leões que vivia no jardim zoológico de Novosibirsk, na Sibéria. Não se sabe qual a origem exata de tais leões, pois chegaram ao zoológico abandonados por um circo. Graças aos esforços de Spence, dois filhotes deste grupo (inusitadamente grandes para sua idade, inclusive comparados com outros do mesmo circo) foram enviados ao Tygerberg Zoo da Cidade do Cabo. Estudos posteriores de DNA determinaram que se tratava efetivamente dos últimos leões-do-cabo sobre a terra, ou pelo menos descendentes seus que se miscigenaram com outras subespécies de leão.